# Weinauktion
Eine Weinauktion ist eine Versteigerung für Weine. Insbesondere bei Sammlern und Weinhändlern erfreuen sich Weinauktionen steigender Beliebtheit, um seltenere Weine zu kaufen und zu verkaufen. Weingüter bieten ihre edleren Produkte inzwischen oft nur noch über Weinauktionen an.

## Geschichte
Zu den ältesten Weinversteigerungen gehört die des Hospice de Beaunes. Im Verlauf der Jahrhunderte haben viele Einwohner der Stadt ihre Weinberge dem ehemaligen Krankenhaus vermacht. Um sich zu finanzieren, versteigert das Haus seit über 150 Jahren seine Weine. Die erzielten Preise gelten inzwischen als Gradmesser für die Qualität des Jahrgangs der Burgunderweine. Dabei werden Höchstpreise von 200.00 Euro für ein Fass und über 4 Millionen Euro pro Auktion erzielt.

## Jahresumsatz
Mit einem geschätzten Jahresumsatz von 1 Milliarde Euro sind Weinauktionen ein starker Wirtschaftsfaktor weltweit.

## Auktionshäuser
Neben bedeutenden Auktionshäusern wie Christie’s und Sotheby’s gibt es auch spezialisierte Weinauktionshäuser wie etwa Bonhams, Zachys, The Chicago Wine Company, WeinCash und die Munich Wine Company. Daneben versteigern immer mehr Online-Handelsplattformen wie ebay oder WineBid Weine.
Die Käufer ersteigern die Weine oftmals nicht selbst, sondern teilen Wünsche und Preisvorstellungen Kommissionären mit, die dann im Auftrag ersteigern. Die Gebühren der Präsenzauktionen liegen zwischen 15 und 20 %, die Onlineauktionen zwischen 8 und 15 % vom Zuschlagspreis. Die Weindatenbank Wine-Stocks in Zürich überwacht die meisten Weinauktionen und bildet die erzielten Weinpreise auf ihrer Weinpreisdatenbank ab.
Momentan sind dort über 26 Millionen Auktionspreise gelistet. Der Weinindex Win 100 spiegelt die Wertentwicklung der Weinpreise für Weinauktionen wider.